# Marek Kwiatkowski

Marek Kwiatkowski vor dem Lazienki-Palast in Warschau anlässlich einer Ordensfeierlichkeit im Jahre 2006

Marek Kwiatkowski (* 25. April 1930 in Caen, Frankreich; † 10. August 2016) war ein polnischer Kunsthistoriker.

## Leben
Marek Kwiatkowski schloss sein Studium an der Historischen Fakultät der Universität Warschau ab. Schon während seiner Studienzeit begann er seine wissenschaftliche Karriere im Nationalmuseum Warschau. 1960 wurde er Konservator im Łazienki-Königsschloss in Warschau, der Sommerresidenz des letzten polnischen Königs, Stanislaus II. August Poniatowski, und war somit verantwortlich für die Aufrechterhaltung dieses architektonischen Kunstwerkes. Er gründete dort die erste und größte nationale Galerie polnischer Skulpturen. Zugleich war er der erste Kurator für die Rekonstruktion des königlichen Schlosses. Als Kunsthistoriker beaufsichtigte er die Sanierung des Bristol-Hotels, des Präsidentenpalastes sowie vieler anderer historischer Gebäude in ganz Polen. Er habilitierte und wurde zum Professor für Kunstgeschichte berufen. Seit 1983 war er Mitglied der Warschauer Wissenschaftsgesellschaft.
Er war Autor von über einhundert Publikationen sowie 15  Büchern über die Kunstgeschichte in Warschau und Polen. Er restaurierte privat ein Herrenhaus aus dem 18. Jahrhundert in Sucha bei Warschau und eröffnete dort ein Privatmuseum über die Inneneinrichtung verschiedener Gebäude aus der Region.
Trotz seiner vielen Tätigkeiten fand Kwiatkowski Zeit für seine Freizeitbeschäftigung, die Malerei. Er war als Maler vor allem von Landschaftsbildern aus der Region Masowiens bekannt und gleichsam geachtet.
Als Direktor des Łazienki-Palastes in Warschau war er oftmals Gastgeber bei Empfängen von ausländischen Staatsoberhäuptern.
2002 wurde er zum Großmeister des polnischen St.-Stanislaus-Ordens gewählt. Mit ihm wurde für dieses Amt eine Persönlichkeit Polens ernannt, die gemäß der Tradition des Ordensgründers König Poniatowski die Förderung der Kunst, der Bildung und sozialer karitativer Einrichtungen unterstützt und somit sein Lebenswerk fortsetzt.

## Auszeichnungen
- Orden des Lächelns
- 2003 Ehrenbürger von Warschau